# Metal Guru
"Metal Guru" é uma canção da banda britânica de rock T. Rex, escrita por Marc Bolan e lançada como single em maio de 1972 pela EMI Records. Foi o quarto e último número um da banda na tabela musical britânica quando a liderou por quatro semanas (de maio a junho de 1972). Também foi incluída no álbum do mesmo ano, The Slider.
Apesar de ser lançada apenas dez meses após o sucesso de "Get It On", não conseguiu entrar nas paradas musicais norte-americanas. A faixa alcançou a 45º lugar no Canadá em julho de 1972.

Sobre as aparentes referências religiosas na letra, Bolan descreveu:
É uma canção sobre (o festival da) vida. Eu relaciono 'Metal Guru' com todos os deuses ao redor. Eu acredito em um Deus, mas não tenho religião. Com 'Metal Guru', é como alguém especial, deve ser uma divindade. Eu pensei como Deus seria, ele ficaria sozinho sem um telefone. Não atendo mais o telefone. Eu tenho códigos onde as pessoas me ligam em determinados momentos.

## Ficha técnica
T. Rex
- Marc Bolan – vocais principais, guitarra elétrica
- Mickey Finn – percussão, vocais de apoio
- Steve Currie – baixo elétrico
- Bill Legend – bateria

Músicos adicionais
- Howard Kaylan, Mark Volman – vocais de apoio

Produção
- Tony Visconti – produção, arranjo de cordas

## Posição nas tabelas musicais
| Tabelas musicais (1972)             | Melhor posição |
| ----------------------------------- | -------------- |
| Austrália (Kent Music Report)       | 10             |
| Austrália (Go-Set National Top 40)  | 8              |
| Canadá (RPM)                        | 45             |
| Finlândia (Suomen virallinen lista) | 22             |
| França (IFOP)                       | 29             |
| Irlanda (IRMA)                      | 1              |
| Noruega (VG-lista)                  | 4              |
| Espanha (AFE)                       | 13             |
| Reino Unido (OCC)                   | 1              |
| Alemanha (GfK)                      | 1              |